# Alila
Alila is een bestuurslaag in het regentschap Alor van de provincie Oost-Nusa Tenggara, Indonesië. Alila telt 702 inwoners (volkstelling 2010).